# Mís
Mís (em grego: Μυς) foi um escultor grego antigo que era especialista em alto-relevos. Segundo Plínio, o Velho, Propércio, Marcial e Estácio, ele era um dos gravadores de seu tempo. Ele gravou a batalha dos lápitas e os centauros, bem como outras figuras no escudo da estátua colossal em bronze de Atena Promacos feita pelo escultor Fídias na Acrópole de Atenas. Caso o relato de Pausânias esteja correto, os trabalhos executados por ele nesse escudo foram elaborados para ele por Parrásio, um pintor que floresceu meio século depois de Fídias. Segundo William Smith é possível que haja um erro cronológico nesse relato e, na verdade, Mís foi contemporâneo a Fídias, cerca de 444 a.C..